# Peter Nemec
Peter Nemec (* 1945 in Wien) ist ein ehemaliger Fernsehmoderator, Buchautor und Unternehmer.

## Werdegang
Nemec studierte an der Hochschule für Welthandel in Wien und arbeitete daneben als freier Mitarbeiter beim ORF.
Für das ZDF moderierte Nemec von 1976 bis 1982 Die Drehscheibe. Am 1. April 1982 ging die tele-illustrierte als Nachfolgesendung an den Start, die er von 1982 bis 1988 moderierte.
Anschließend moderierte Nemec – im Wechsel mit Dorette Segschneider und seit 2004 auch Eva Schmidt – die 3satbörse, deren erste Sendung am 3. Februar 1989 ausgestrahlt wurde. Er hatte gleichzeitig auch die Leitung der Sendung. Nach über 1000 Sendungen beendete Nemec diese Tätigkeit im März 2010. Er galt bis dahin als der „dienstälteste regelmäßig auftretende Moderator des ZDF“.
Als Autor bzw. Herausgeber veröffentlichte Nemec während seiner Zeit bei der 3satbörse auch mehrere Sachbücher aus dem Bereich Geldanlage.
Seit 22. Dezember 2010 ist Nemec als Geschäftsführer der nemec-tv GmbH in Wiesbaden selbständig. Das Unternehmen ist auf die Herstellung von Filmen, Videofilmen und Fernsehprogrammen (Ideenfindung, Konzeption und Produktion von Film- und Fernsehprodukten, sowie Einrichtung und Betrieb eines Internetfernsehens) spezialisiert. Seit September 2017 ist auch seine Frau Dorette (geb. Segschneider) Geschäftsführerin.

## Privates
Peter Nemec lebt in Wiesbaden.

## Veröffentlichungen
- Peter Nemec: Börsen-Strategien: Gewinnchancen für jedermann. Carl Ueberreuter Verlag, Wien 1990, ISBN 978-3-8000-3350-8.
- Dorette Segschneider: Die besten Anlagetips für Ihr Geld. Hrsg.: Peter Nemec. vgs, Köln 1999, ISBN 978-3-8025-1387-9.
- Jürgen Natusch et al.: Die besten Geldideen. Hrsg.: Peter Nemec. vgs, Köln 1999, ISBN 978-3-8025-1402-9.
- Peter Nemec: Survival-Guide für Kapitalanleger. FinanzBuch-Verlag, München 2001, ISBN 978-3-932114-63-2.